# 로쿠하라 단다이

로쿠하라 단다이(일본어: 六波羅探題, ろくはらたんだい)는 일본 가마쿠라 막부의 직책명 중 하나이다. 주로 조정의 감시를 담당했다.
1221년(조큐 3년) 일어난 조큐의 난 이후, 막부가 그때까지 존재했던 교토 슈고를 개조해 교토 로쿠하라의 북측과 남측에 설치한 행정적 보조기관이다.(로쿠하라 단다이가 설치됨에 따라 교토 슈고는 소멸된다)
남북의 각 단다이는 로쿠하라 단다이 기타카타(六波羅探題北方)・로쿠하라 단다이 미나미카타(六波羅探題南方)라고 불렸다.

## 설치
조큐의 난 전후처리로, 고토바 상황측에 가담했던 구게와 무사들의 영토가 몰수되어 고케닌들에게 은상으로서 재분배된다. 이 영토들은 그때까지 막부의 지배를 받지 않았던 장원들로, 막부의 권한이 미치기 어려운 사이코쿠(西国)에 특히 많았다. 재분배를 한 결과 이 장원들에도 지토(地頭)가 설치된다. 이전까지 막부의 지배하에 있었던 토지에 설치된 지토를 혼보 지토(本補地頭)라 부르는 데 반해, 새롭게 설치된 지토는 신보 지토(新補地頭)라고 부른다.
또한 막부측으로서는 조정측의 움직임을 항상 감시하고 제어해야할 필요가 생겼다. 조정의 움직임을 재빨리 파악하기 위해 시라카와 남쪽의 로쿠하라에 있었던 다이라 노 기요모리의 옛 저택을 개축해 관청으로 삼았다. 호조 야스토키・호조 도키후사 두 사람이 로쿠하라의 북쪽과 남쪽에 머물며 이 작업을 이끌었다. 여기서 사이코쿠의 고케닌을 재조직해 교토 경비・조정 감시・군사행동 등을 행했는데, 이것이 로쿠하라 단다이의 시초이다.

## 업무
단다이는 싯켄·렌쇼 다음가는 중직으로서, 전통적으로 호조씨가 이를 맡아 기타카타(北方)·미나미카타(南方)에 각 한 명씩 배치되어 정무를 행했다. 단다이에는 호조씨 일족 중에서도 장래가 유망한 젊은 인재가 선발되는 일이 많았으며, 가마쿠라로 돌아간 후에는 싯켄·렌쇼까지 승진하는 사람도 많았다. 또한 단다이 아래에는 효조슈 등 가마쿠라에 준하는 하부 조직도 설치되어 있었다.
로쿠하라 단다이는 조정이 아닌 막부의 직접 지휘하에 있었다. 사이코쿠에서 일어는 지토와 고쿠시(国司)간의 트러블을 처리하는 재판기능, 교토 주변의 치안유지, 조정 감시, 황위 결정의 중개 등을 행했다. 또한 분에이 전쟁 다음해인 1275년(겐지 원년)에는 로쿠하라 단다이의 기능이 더욱 강화되어 고케닌 처벌권한을 얻게 되었으며 재판제도도 충실해졌다.
그러나 한편으로는 권한에 수반한 실제적 강제력은 충분하지 못한 면도 있었다. 때로는 유력 사찰에게 처분을 내린 담당 관원이, 당시 힘을 지니고 있었던 승병의 압력으로 인해 귀양을 가게 되는 일도 벌어진다. 또한 막부에서 직접 파견된 특사(도시(東使)라고 불렸다)가, 조정과의 직접 교섭을 행하거나 단다이를 지휘할 권한을 얻는 케이스도 있었다. 단다이의 권한은 항상 막부 중추의 간섭을 받고 있었다고 해도 과언이 아니다. 그 때문에 그 사정을 잘 아는 사람들 중에서는 로쿠하라 단다이에 부임하는 것을 싫어한 사람도 있었다고 한다.

## 멸망
1333년(겐코 3년 / 쇼쿄 2년), 고다이고 천황의 토막(討幕)운동에 의해 겐코의 난이 발생한다. 명령에 응한 아시카가 다카우지・사사키 도요・아카마쓰 노리무라가 교토를 침공하였고, 호조 나카토키 등은 수도에서 쫓겨나 결국 전부 사망한다.
로쿠하라 단다이의 터는 교토시의 立六原 소학교가 되었으며, 근처에는 로쿠하라미쓰지(六波羅蜜寺)가 있다.

## 로쿠하라 단다이의 인물

### 로쿠하라 단다이 기타카타(北方)
1. 호조 야스토키 (得宗家) 1221년 - 1224년 → 싯켄
2. 호조 도키우지 (得宗家) 1224년 - 1230년
3. 호조 시게토키 (極楽寺流) 1230년 - 1247년
4. 호조 나가토키 (極楽寺流赤橋氏) 1247년 - 1256년 → 효조슈 → 싯켄
5. 호조 도키시게 (極楽寺流常盤氏) 1256년 - 1270년
6. 호조 요시무네 (極楽寺流赤橋氏) 1271년 - 1276년
7. 호조 도키무라 (政村流) 1277년 - 1287년
8. 호조 가네토키 (得宗家) 1287년 - 1293년 미나미카타에서 이동
9. 호조 히사토키 (極楽寺流赤橋氏) 1293년 - 1297년
10. 호조 무네카타 (得宗家義時流) 1297년 - 1300년
11. 호조 모토토키 (極楽寺流) 1301년 - 1303년
12. 호조 도키노리 (極楽寺流常盤氏) 1303년 - 1307년
13. 호조 사다아키 (金沢流) 1311년 - 1314년 → 렌쇼 → 싯켄
14. 호조 도키아쓰 (政村流) 1315년 - 1320년 미나미카타에서 이동
15. 호조 노리사다 (極楽寺流常盤氏) 1321년 - 1330년
16. 호조 나카토키 (極楽寺流) 1330년 - 1333년 1333년 멸망

### 로쿠하라 단다이 미나미카타(南方)
1. 호조 도키후사 (時房流) 1221년 - 1225년
2. 호조 도키모리 (佐介流) 1224년 - 1242년
3. 호조 도키스케 (得宗家) 1264년 - 1272년
4. 호조 도키쿠니 (佐介流) 1277년 - 1284년
5. 호조 가네토키 (得宗家) 1284년 - 1287년 기타카타로 이동
6. 호조 모리후사 (佐介流) 1288년 - 1297년
7. 호조 무네노부 (大仏流) 1297년 - 1302년 → 효조슈 → 렌쇼 → 싯켄
8. 호조 사다아키 (金沢流) 1302년 - 1308년 1311년부터 기타카타
9. 호조 사다후사 (大仏流) 1308년 - 1309년
10. 호조 도키아쓰 (政村流) 1311년 - 1315년 기타카타로 이동
11. 호조 고레사다 (大仏流) 1315년 - 1324년 → 효죠슈 → 렌쇼
12. 호조 사다마사 (金沢流) 1324년 - 1330년
13. 호조 도키마스 (政村流) 1330년 - 1333년 1333년 멸망

## 같이 보기
- 단다이
- 간토 모시쓰기(関東申次)